# Афлатоксини
Афлатоксините са смъртноопасни микотоксини, отнасящи се към клас поликетиди.
Произвеждащите този токсин плесени са няколко вида от рода Aspergillus (главно A. flavus и A. parasiticus). Те растат върху зърна, семена и плодове на растения с високо съдържание на мазнини (например върху семената на фъстък) и някои други продукти.
Обикновено най-лесно и силно плесенясват продукти, съхранявани в условията на топъл и влажен климат. Афлатоксините с течение на времето и при неправилно съхранение се образуват и в залежали количества набран чай и други тревисти растения. Токсинът се открива също в млякото на животни, хранени с плесенясала храна.
От всички биологично произвеждани отрови афлатоксините са най-силните чернодробни канцерогени от всички, открити до днешно време. Устойчиви са на топлинна обработка на продукта. Ако висока доза от отровата попадане в организма на човек, смъртта настъпва в течение на няколко денонощия вследствие на необратими поражения на черния дроб.
Токсичността на тези видове е била почти неизвестна до 60-те години на XX век, когато във Великобритания неочаквано умрели 100 000 пуйки. Тогава е дадено и името на отровата, открита в храната на пуйките. Храната била заразена с плесента Aspergillus flavus.
В развитите страни се извършва строг мониторинг на продуктите, в които обикновено се срещат афлатоксини (фъстъци, царевица, тиквено семе и т.н.) Заразените партиди се унищожават.
В развиващите се страни, където подобен контрол отсъства, заразяването на продуктите с плесенни гъби остава сериозен фактор за смъртността на населението. Например в Мозамбик смъртността от рак на черния дроб е 50 пъти по-висока, отколкото във Франция.